# 异乙腈
异乙腈 (英語：Isoacetonitrile)，又被稱為甲胩 (英語：Methyl isonitrile)、異氰甲烷 (英語：methyl isocyanide)，是一种有机化合物，化学式 CH3NC，是最简单的异腈。这种无色液体和乙腈是异构体，但它的反应性非常不同。与乙腈微甜、空灵的气味相反，异乙腈的气味与其他简单的挥发性异氰化物一样，具有明显的穿透力和恶臭。异乙腈主要用于合成五元杂环。异乙腈的C-N键长非常短，只有1.158 Å，这是异腈的特征。

## 制备和用处
异乙腈是由A. Gautier通过氰化银和碘甲烷的反应首次制备的。异乙腈的常见制备方法是N-甲基甲酰胺的脱水。很多金属氰化物都会和甲基化试剂反应，形成异乙腈的配合物。这种反应性被认为与生命起源有关。
异乙腈可用于制备多种杂环化合物。它也用于合成过渡金属异腈配合物。

## 安全性
由元素單質生成異乙腈是一吸熱反應(ΔfH⦵(g) = +150.2 kJ/mol, 3.66 kJ/g)，異乙腈也可以爆炸性的異構化成乙腈。
在一封閉安瓿中的異乙腈樣品在1巴下59°C重新蒸餾過程中，一液滴滴入乾燥圓底燒瓶猛烈爆炸的案例中，異乙腈爆炸性分解的機構已被細節地研究。